# Левадна вулиця (Київ)
Лева́дна ву́лиця — вулиця в Дарницькому районі міста Києва, селище Бортничі. Пролягає від вулиці Березневої до кінця забудови.
Прилучаються Левадний провулок та вулиці Мостова, Льва Толстого, Наталії Кобринської.

## Історія
Вперше фіксується на картах середини ХІХ століття, ймовірно, як вулиця без назви. Сучасна назва — з середини ХХ століття.

## Установи
- Покровський храм (буд. № 23)